# Abierto Tampico 2023 - Doppio
Il doppio femminile del torneo di tennis professionistico Abierto Tampico 2023, facente parte della categoria WTA 125 nell'ambito del WTA 125 2023, si è giocato dal 23 al 29 ottobre 2023 a Tampico, in Messico. Tereza Mihalíková e Aldila Sutjiadi erano le campionesse in carica, ma Mihalíková ha scelto di non prendere parte a questa edizione del torneo, mentre Sutjiadi ha scelto di prendere parte nel concomitante torneo di Zhuhai.
In finale Kamilla Rachimova e Anastasija Tichonova hanno sconfitto Sabrina Santamaria e Heather Watson con il punteggio di 7-6(5), 6-2.

## Teste di serie
1. Sabrina Santamaria /  Heather Watson (finale)
2. Fernanda Contreras /  Angela Kulikov (ritirata)

1. Kamilla Rachimova /  Anastasija Tichonova (Campionessa)
2. Jessie Aney /  Sofia Sewing (semifinale)

## Wildcard
1. Emiliana Arango /  Katrina Scott (quarti di finale)
2. Andrea Fernandez Villarreal /  Daniela Schekaiban (primo turno)

1. Daniela Martínez Guerrero /  Fernanda Regalado Macías (primo turno)

## Tabellone

### Legenda
| - Q = Qualificato - WC = Wild card - LL = Lucky loser | - ALT = Alternate - SE = Special Exempt - PR = Protected Ranking | - w/o = Walkover - r = Ritirato - d = Squalificato |

|  | Primo turno | Primo turno                           | Primo turno                           | Primo turno               | Primo turno             |  |  | Quarti di finale | Quarti di finale        | Quarti di finale      | Quarti di finale      | Quarti di finale     |   |   | Semifinali | Semifinali                        | Semifinali                        | Semifinali                             | Semifinali                             |   |   | Finale | Finale | Finale | Finale | Finale |  |
|  |             |                                       |                                       |                           |                         |  |  |                  |                         |                       |                       |                      |   |   |            |                                   |                                   |                                        |                                        |   |   |        |        |        |        |        |  |
|  | 1           | S Santamaria H Watson                 | S Santamaria H Watson                 | S Santamaria H Watson     | S Santamaria H Watson   |  |  |                  |                         |                       |                       |                      |   |   |            |                                   |                                   |                                        |                                        |   |   |        |        |        |        |        |  |
|  |             | Bye                                   | Bye                                   | Bye                       | Bye                     |  |  | 1                | S Santamaria H Watson   | S Santamaria H Watson | 6                     | 6                    |   |   |            |                                   |                                   |                                        |                                        |   |   |        |        |        |        |        |  |
|  | WC          | E Arango K Scott                      | E Arango K Scott                      | 6                         | 6                       |  |  | WC               | E Arango K Scott        | E Arango K Scott      | 1                     | 1                    |   |   |            |                                   |                                   |                                        |                                        |   |   |        |        |        |        |        |  |
|  | WC          | A Fernandez Villarreal D Schekaiban   | A Fernandez Villarreal D Schekaiban   | 0                         | 0                       |  |  |                  |                         |                       |                       |                      |   |   | 1          | S Santamaria H Watson             | S Santamaria H Watson             | 6                                      | 6                                      |   |   |        |        |        |        |        |  |
|  | 4           | J Aney S Sewing                       | J Aney S Sewing                       | 6                         | 7                       |  |  |                  |                         | 4                     | J Aney S Sewing       | J Aney S Sewing      | 1 | 4 |            |                                   |                                   |                                        |                                        |   |   |        |        |        |        |        |  |
|  |             | V Rodríguez AS Sánchez                | V Rodríguez AS Sánchez                | 3                         | 5                       |  |  | 4                | J Aney S Sewing         | J Aney S Sewing       | J Aney S Sewing       | w/o                  |   |   |            |                                   |                                   |                                        |                                        |   |   |        |        |        |        |        |  |
|  | WC          | D Martínez Guerrero F Regalado Macías | D Martínez Guerrero F Regalado Macías | 2                         | 1                       |  |  |                  | K Kozarov V Lepchenko   | K Kozarov V Lepchenko | K Kozarov V Lepchenko |                      |   |   |            |                                   |                                   |                                        |                                        |   |   |        |        |        |        |        |  |
|  |             | K Kozarov V Lepchenko                 | K Kozarov V Lepchenko                 | 6                         | 6                       |  |  |                  |                         |                       |                       |                      |   |   | 1          | Sabrina Santamaria Heather Watson | Sabrina Santamaria Heather Watson | 65                                     | 2                                      |   |   |        |        |        |        |        |  |
|  |             | J Kolodjnska A Lahey                  | 4                                     | 6                         | [7]                     |  |  |                  |                         |                       |                       |                      |   |   |            |                                   | 3                                 | Kamilla Rachimova Anastasija Tichonova | Kamilla Rachimova Anastasija Tichonova | 7 | 6 |        |        |        |        |        |  |
|  |             | R Șerban R Zarazúa                    | 6                                     | 3                         | [10]                    |  |  |                  | R Șerban R Zarazúa      | 1                     | 6                     | [6]                  |   |   |            |                                   |                                   |                                        |                                        |   |   |        |        |        |        |        |  |
|  |             | Bye                                   | Bye                                   | Bye                       | Bye                     |  |  | 3                | K Rachimova A Tichonova | 6                     | 3                     | [10]                 |   |   |            |                                   |                                   |                                        |                                        |   |   |        |        |        |        |        |  |
|  | 3           | K Rachimova A Tichonova               | K Rachimova A Tichonova               | K Rachimova A Tichonova   | K Rachimova A Tichonova |  |  |                  |                         |                       |                       |                      |   |   | 3          | K Rachimova A Tichonova           | K Rachimova A Tichonova           | 7                                      | 6                                      |   |   |        |        |        |        |        |  |
|  |             | J Hinojosa Gómez C Monnet             | J Hinojosa Gómez C Monnet             | J Hinojosa Gómez C Monnet |                         |  |  |                  |                         |                       | H Baptiste W Osuigwe  | H Baptiste W Osuigwe | 5 | 4 |            |                                   |                                   |                                        |                                        |   |   |        |        |        |        |        |  |
|  |             | H Baptiste W Osuigwe                  | H Baptiste W Osuigwe                  | H Baptiste W Osuigwe      | w/o                     |  |  |                  | H Baptiste W Osuigwe    | H Baptiste W Osuigwe  | H Baptiste W Osuigwe  | w/o                  |   |   |            |                                   |                                   |                                        |                                        |   |   |        |        |        |        |        |  |
|  |             | Bye                                   | Bye                                   | Bye                       | Bye                     |  |  | 2                | F Contreras A Kulikov   | F Contreras A Kulikov | F Contreras A Kulikov |                      |   |   |            |                                   |                                   |                                        |                                        |   |   |        |        |        |        |        |  |
|  | 2           | F Contreras A Kulikov                 | F Contreras A Kulikov                 | F Contreras A Kulikov     | F Contreras A Kulikov   |  |  |                  |                         |                       |                       |                      |   |   |            |                                   |                                   |                                        |                                        |   |   |        |        |        |        |        |  |